# Ceropsora
Ceropsora — рід грибів родини Chrysomyxaceae. Назва вперше опублікована 1960 року.

## Класифікація
До роду Ceropsora відносять 1 вид:
- Ceropsora piceae